# Батальйони безпеки
Батальйони безпеки (грец. Τάγματα Ασφαλείας) — колабораційні збройні формування клієнтської Грецької Держави у 1941–1944 роках, були створені як підрозділи з жандармськими функціями для боротьби проти партизанського руху.

## Переумови формування
Після капітуляції Греції у 1941 році на її території було створено клієнтське державне утворення — Грецька Держава (1941–1944). Для потреб охорони магістралей, боротьби проти партизанського руху та інших внутрішніх функції командування окупаційними військами дозволило маріонетковому уряду Греції створити власні охоронні батальйони, що мали виконувати роль Збройних Сил.

## Формування перших батальйонів
У 1943 році на посаду прем'єр-міністра уряду було призначено Іоанніса Ралліса. Саме за його сприяння було створено перші охоронні батальйони (грец. Τάγματα Ασφαλίας).
У Центральній Греції та на Пелопоннесі були створені 9 батальйонів евзонів (грец. ευ + ζώνες) (Національна Гвардія).
Мобілізація в перші чотири таких підрозділи була дозволена німцями і в них вступали в основному члени ЕДЕС та ЕККА. Крім того, в ці загони були мобілізовані особи з правими та монархічними політичними поглядами.
Через кілька місяців чисельність цих «батальйонів» буде доведена до 15 тисяч чоловік. На момент деокупації Греції та руйнації режиму клієнтської державності ці підрозділи нараховували близько 30 тисяч чоловік. Проголошеної метою «батальйонів» був «громадський режим», при монаршому правлінні.

## Функції
Виконували в основному функції жандармерії та поліції у великих містах Греції. В коло завдань входила ліквідації партизанського руху, що своїми діями провокував окупаційні війська здійснювати страти мирного населення.

## Екіпірування та озброєння
Всі загони були озброєні грецькою зброєю, що перебувала на складах. Екіпірування підрозділам не затверджували, однак майже всі службовці носили грецьку довоєнну та македономахську (македономахи — грецькі партизани Македонії на поч. ХХ століття) форму.

## Після закінчення війни
У листопаді 1944 року німецький Вермахт відступає з Греції. Це призводить до повернення з Каїру уряду у вигнанні Георгіоса Папандеу та сформованих у Єгипті монархічних військових частин.
На вимогу Георгіоса Папандеу роззброїти ЕЛАС (грец. Ελληνικός Λαϊκός Απελευθερωτικός Στρατός) його лідери відповіли відмовою. Країна стояла на порозі Громадянської війни, однак третьою силою, що ще не визначилася залишалися батальйони безпеки (грец. Τάγματα Ασφαλίας), сформовані ще при окупаційному режимі.

На перемовинах з урядом батальйони підтримали позицію уряду Георгіоса Папандеу і саме завдяки цьому перша фаза Громадянської війни закінчилася тактичною перемогою правого промонархічного табору.

## Організатори формувань
- Стиліанос Гонатас (член лібральної партії)
- Іоанніс Ралліс (прем'єр-міністр уряду Грецької Держави)